# Campo di concentramento di Kvænangen
Il campo di concentramento di Kvænangen fu costruito nell'omonimo comune situato nel nord della Norvegia nell'agosto del 1942, durante l'occupazione Nazista, come campo annesso al campo di concentramento di Grini.
Il campo di Kvænangen era a sua volta composto da due sottocampi, Veidal e Badderen, il quale era anche conosciuto con il nome di Veiskaret. Si stima che a Kvænangen, che rimase in funzione fino all'11 novembre 1942, fossero detenuti circa 400 prigionieri, impiegati nella costruzione di un rifugio che si sviluppava lungo sei chilometri, noto anche come il rifugio più grande della Norvegia.
Il campo era sorvegliato da militari della Wehrmacht ed amministrato dalla Organizzazione Todt.